# Cynopterus horsfieldii
Cynopterus horsfieldii é uma espécie de morcego da família Pteropodidae. Pode ser encontrada na Indonésia, Malásia e Tailândia.